# Franz Bernt

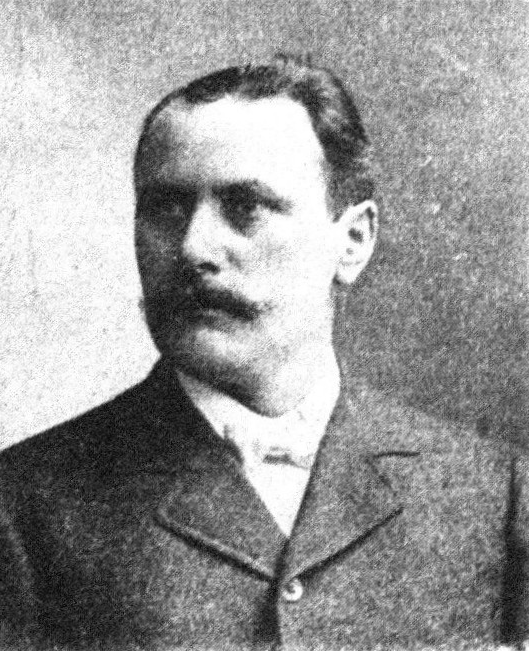
Franz Bernt (vor 1908)

Franz Bernt (* 27. April 1867 in Seestadtl, Böhmen; † 14. September 1936 in Bensen, Tschechoslowakei) war ein österreichisch-böhmischer Landwirt und Politiker (Deutschradikale Partei). Er war Abgeordneter zum  Österreichischen Abgeordnetenhaus.

## Leben
Bernt wurde als Sohn des Landwirts und Müllers Franz Bernt geboren. Er besuchte die Volks- und Bürgerschule in Brüx und absolvierte in der Folge die Ackerbauschule in Kaaden. Beruflich war er als Landwirt in Hareth aktiv, dass später ebenso wie sein Geburtsort auf Grund des Braunkohletagebaus aufgelassen wurde. Seinen Militärdienst leistete er beim 2. Festungs-Artillerie-Bataillon in Mostar, zuletzt im Rang eines Korporals, ab. Er war Mitbegründer und Obmann der Nordwestböhmischen Rübenverwertungsgenossenschaft in Brüx und Bezirksverbands-Feuerwehrinspektor sowie Delegierter des Landesfeuerwehrverbandes. Er war ab 1892 mit Maria Liebig verheiratet und wurde Vater von mindestens fünf Kindern.
Bernt engagierte sich in der Freialldeutschen Partei, die später in Deutschradikale Partei umbenannt wurde. Als Kandidat der Freialldeutschen Partei kandidierte Bernt bei der Reichsratswahl 1907 im Wahlbezirk Böhmen 112, wobei er sich in der Stichwahl mit 62 % gegen den Kandidaten der Sozialdemokraten durchsetzen konnte. In der Folge war er ab dem 17. Juni 1907 Mitglied des Abgeordnetenhauses  (XI. Legislaturperiode). Dank seines Wahlerfolgs bei der Reichsratswahl 1911, wo er in der Stichwahl gegen den Kandidaten der tschechischen Sozialdemokraten mit 67 % gewann, gehörte Bernt dem Abgeordnetenhaus bis zum 12. November 1918 an (XII. Legislaturperiode). Zudem war er für die Deutschnationale Partei vom 21. Oktober 1918 bis zum 16. Februar 1919 Mitglied der Provisorischen Nationalversammlung.